# Napoleon Siess
Napoleon Siess (ur. 20 września 1931 w Rybniku, zm. 26 listopada 1986 w Katowicach) − polski dyrygent i działacz muzyczny.

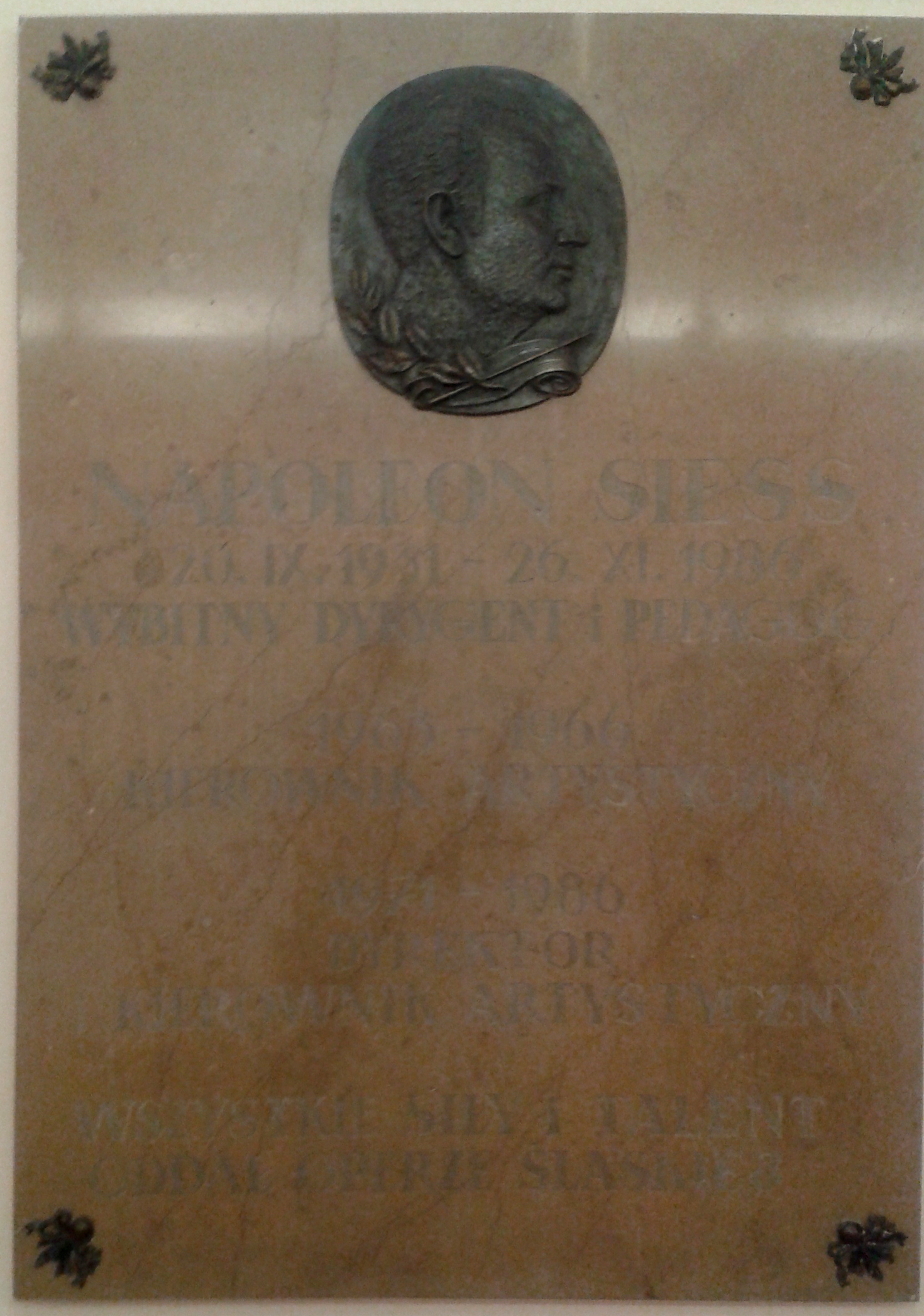
Napoleon Siess – tablica pamiątkowa w gmachu Opery Śląskiej w Bytomiu

## Życiorys
Uczeń Artura Malawskiego w Państwowej Wyższej Szkole Muzycznej w Katowicach.
W latach 1957–1963 był dyrygentem Filharmonii Śląskiej w Katowicach, w 1959 roku dyrygował Chórem „Echo” z Łazisk Górnych, 1963–1966 kierownikiem artystycznym. Od 1971 należał do PZPR. W latach 1971–1986 był dyrektorem artystycznym Opery Śląskiej w Bytomiu. W latach 1957–1986 wykładał w Państwowej Wyższej Szkole Muzycznej w Katowicach (później Akademia Muzyczna w Katowicach).
W czasie swej działalności w kraju wystawił 50 oper i baletów (w tym 11 prapremier). Odznaczony m.in.: Krzyżem Kawalerskim Orderu Odrodzenia Polski, Srebrnym Krzyżem Zasługi, Medalem 30-lecia Polski Ludowej i odznaką „Zasłużony Działacz Kultury”.
Zmarł w trakcie prowadzenia próby opery Halka. Został pochowany w części katolickiej cmentarza parafialnego przy ul. Francuskiej w Katowicach.

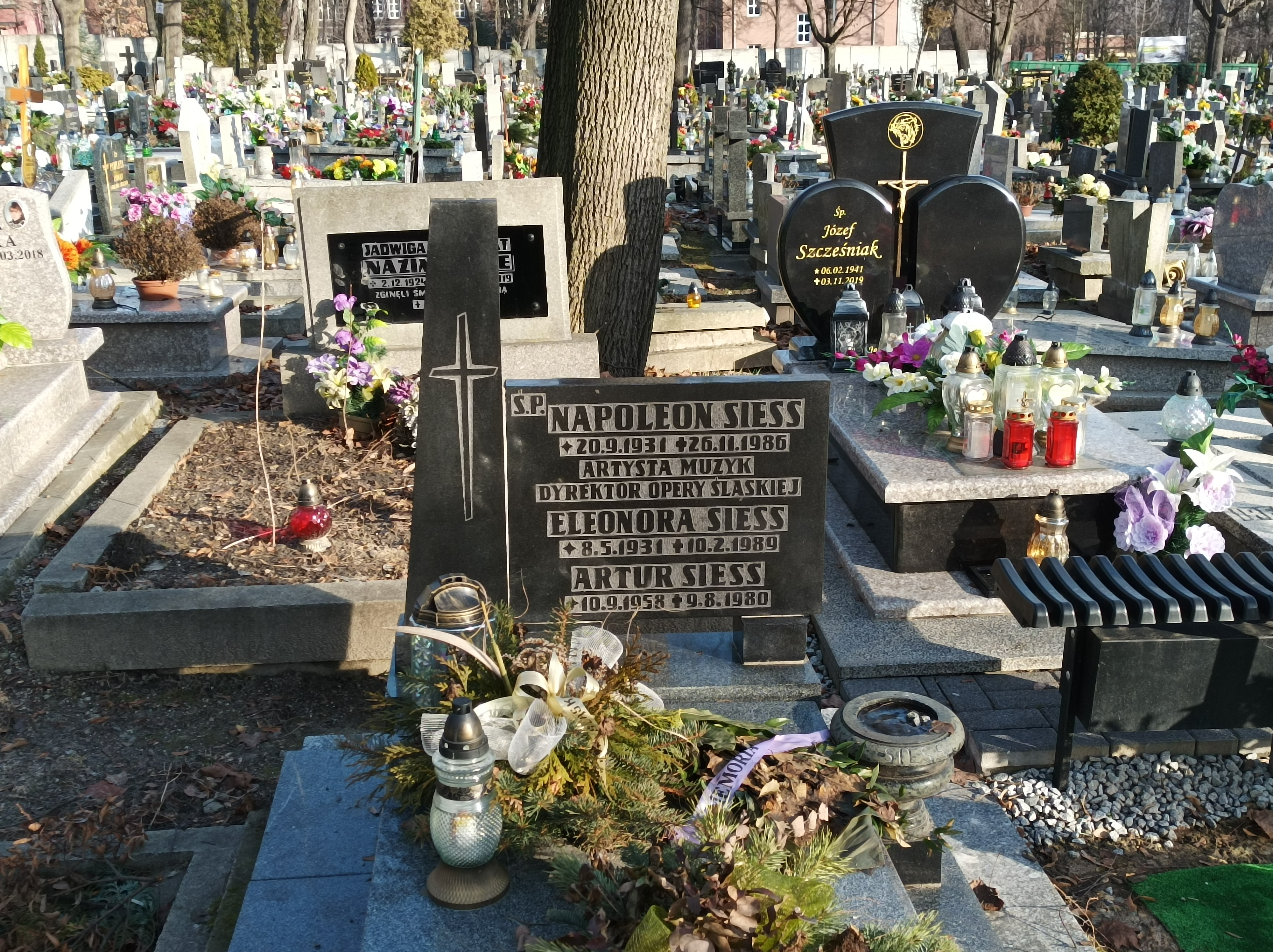
Grób Napoleona Siessa na cmentarzu przy ul. Francuskiej w Katowicach